# Liste der technischen Denkmale im Landkreis Bautzen
Die Liste der technischen Denkmale im Landkreis Bautzen enthält die Technischen Denkmale im Landkreis Bautzen.
Diese Liste ist eine Teilliste der Liste der Kulturdenkmale in Sachsen.
Aufgrund der großen Anzahl von technischen Denkmalen ist die Liste aufgeteilt in die
- Liste der technischen Denkmale im Landkreis Bautzen (A–K)
- Liste der technischen Denkmale im Landkreis Bautzen (L–Z)